# 林北川
林北川（1957年10月—），男，汉族，海南万宁人，中华人民共和国政治人物，曾任海口市政协主席、中共乐东黎族自治县委书记，2017年至2021年1月26日任海南省人大常委会副主任。